# 리처드 링클레이터
리처드 스튜어트 링클레이터(Richard Stuart Linklater, 1960년 7월 30일 ~ )는 미국의 영화 감독이다.

## 작품 목록
- 《책으로 쟁기질을 배울 순 없다》 (1988)
- 《슬래커》 (1991)
- 《멍하고 혼돈스러운》 (1993)
- 《비포 선라이즈》 (1995)
- 《서버비아》 (1997)
- 《뉴튼 보이즈》 (1998)
- 《웨이킹 라이프》 (2001)
- 《테잎》 (2001)
- 《스쿨 오브 락》 (2003)
- 《비포 선셋》 (2004)
- 《배드 뉴스 베어즈》 (2005)
- 《스캐너 다클리》 (2006)
- 《패스트푸드 네이션》 (2006)
- 《나와 오손 웰스》 (2008)
- 《버니》 (2011)
- 《비포 미드나잇》 (2013)
- 《보이후드》 (2014)
- 《에브리바디 원츠 썸!!》 (2016)
- 《라스트 플래그 플라잉》 (2017)
- 《어디갔어, 버나뎃》 (2018)
- 《아폴로 10 1/2: 스페이스 에이지 어드벤처》 (2022)
- 《히트맨》 (2023)
- 《블루문》 (2025)
- 《누벨 바그》 (2025)
- 《메릴리 위 롤 얼롱》 (미정)

## 수상
- 2003	트라이베카 영화제 다큐멘터리단편상
- 2007	오스틴 영화비평가협회 오스틴영화상
- 2014	제64회 베를린국제영화제 은곰상 감독상
- 2015년 제20회 크리틱스 초이스 시상식 감독상
- 2015년 제72회 골든글로브 시상식 감독상
- 2015	제72회 골든글로브 시상식 드라마부문 작품상